# Vot religiós

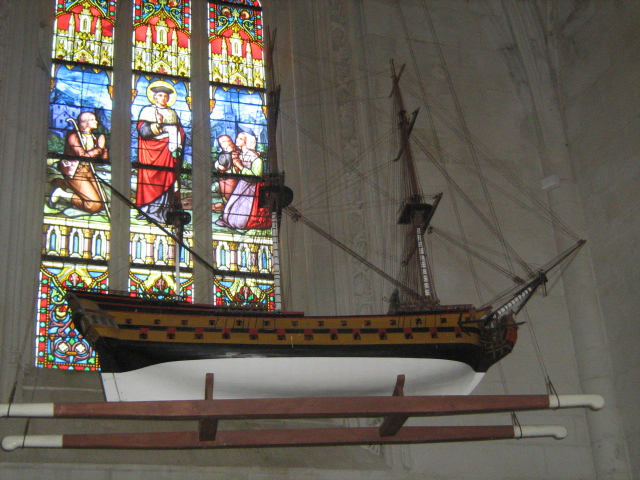
Ofrena en compliment d'un vot. Exvot de vaixell a una capella.

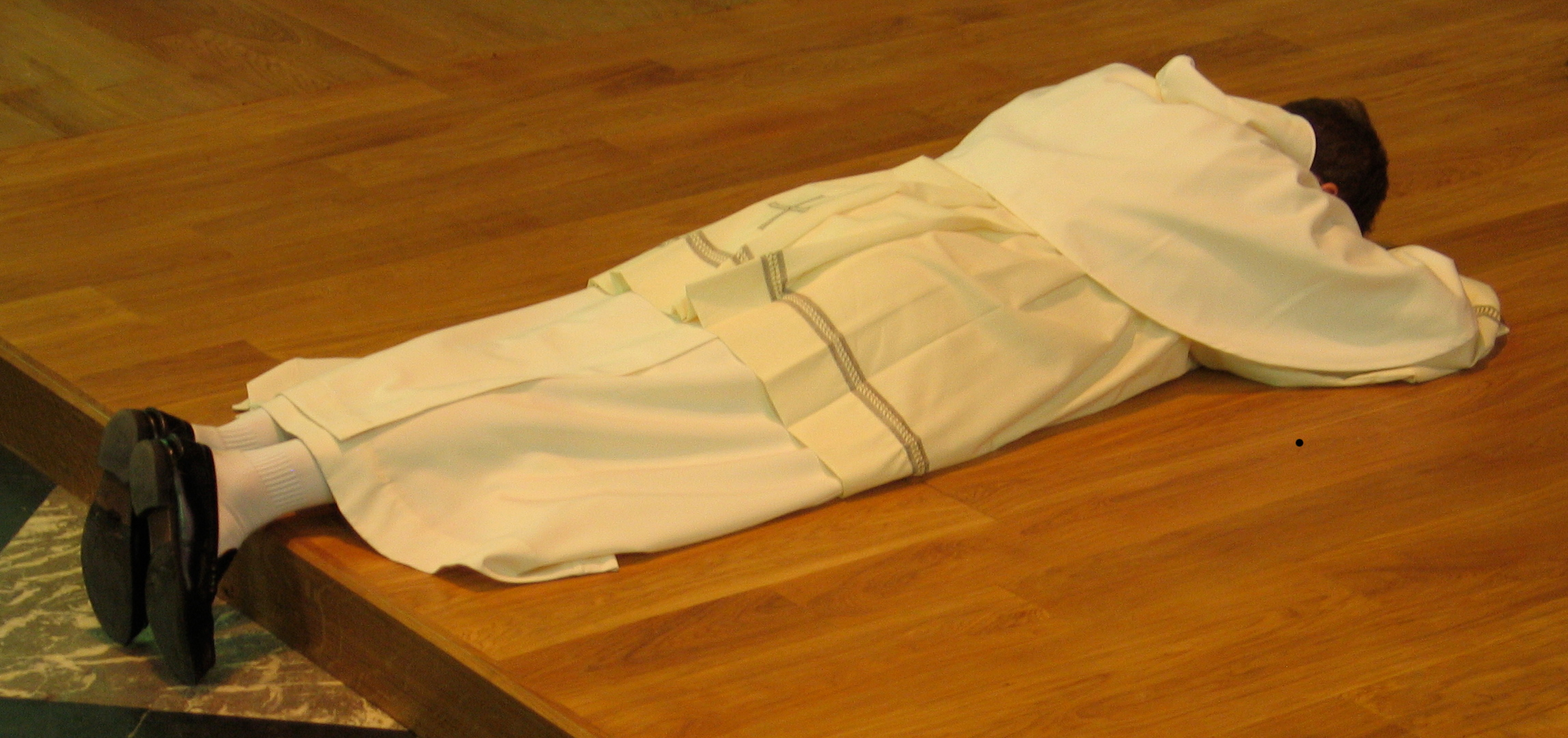
Professió solemne dels vots monàstics.

Vot (del llatí votum, promesa o compromís) és una promesa solemne o jurament que distingeix un religiós d'un seglar dins l'Església Catòlica. Els vots monàstics són tres: pobresa, obediència i castedat, i pretenen imitar, en la vida del religiós, la vida de Jesucrist.
L'expressió concreta dels vots difereix segons els ordes religiosos. Entre els benedictins i cartoixans els vots es consideren compresos en la conversio morum o conversatione morum ("conversió de costums" o "vida monàstica": promittat de stabilitate sua et conversatione morum suorum et oboedientia, "la seva estabilitat, vida monàstica i obediència", capítol 58 de la Regla de sant Benet De disciplina suscipiendorum fratrum). Els dominics els consideren compresos en el vot d'obediència, que és l'únic que pronuncien explícitament en professar. Alguns ordes hi afegiren un quart vot: els hospitalaris el d'atenció als malalts, els mercedaris el de redempció de captius; els jesuïtes el d'obediència especial al Papa; els salesians el d'apostolat als joves, les missioneres de la caritat el de servei als pobres, etc. D'altres pràctiques pietoses o penitencials, com el denominat vot de silenci, no són en realitat vots monàstics exigits a cap regla. En aquesta forma (de forma privada), com tota mena de promeses fetes amb qualsevol propòsit (habitualment propiciatòries amb l'esperança de rebre de Déu una gràcia particular), poden ser oferides àdhuc pels seglars (peregrinacions, dejunis, mortificacions o ofrenes). Els vots emesos de forma pública estan restringits per les regulacions del Dret Canònic, per la qual cosa s'anomenen "vots canònics".
Històricament els vots monàstics tingueren una funció marcada: implicar extraordinàriament el monjo en la societat feudal i de l'Antic Règim, i proporcionar uns valors clars a aquesta societat. La identificació entre clergat i noblesa amb privilegis, i el paper clau dels vots, era evident en el moment de llur supressió durant la Revolució Francesa, i s'explicità en els debats de l'Assemblea (decret del 13 de febrer de 1790). El mateix ocorregué en els casos espanyol i hispanoamericà. La reforma protestant proclamà la inutilitat dels vots per a la salvació (de fet, de qualsevol mèrit de les obres més enllà de la justificació per la fe) i als països on s'imposà, se suprimiren, amb els ordes religiosos, des del segle xvi. L'efecte d'aquest canvi religiós sobre el canvi social i econòmic envers el capitalisme i la societat industrial ha estat objecte de debat intel·lectual.

## Vot perpetu
A l'hora de formar part d'un orde religiós els membres han de fer vot, o promesa ferma, de fer una vida de pobresa, de castedat i d'obediència a partir d'aquell moment.
Aquest vot solemne, en els ordes monàstics del catolicisme, constitueix un vot perpetu reconegut oficialment per la Santa Seu.
Cal diferenciar els vots simples que es fan per ingressar en una congregació religiosa dels vots complets que es fan per ingressar en un orde religiós, que poden ésser perpetus o temporals.

### Vot de pobresa
| «            | Μακάριοι οἱ πτωχοὶ τῷ πνεύματι ὅτι αὐτῶν ἐστιν ἡ βασιλεία τῶν οὐρανῶν. [Text grec] Beati pauperes spiritu, quoniam ipsorum est regnum caelorum. [Vulgata] Feliços els pobres en l'esperit, perquè d'ells és el Regne del cel. [Traducció actual] | » |
| — Mateu, 5:3 | |   |

El religiós és pobre, com Jesús va néixer i visqué pobre, la qual cosa implica que el monjo no posseeix res, ni l'hàbit que vesteix, ni el menjar que menja (nec proprii corporis potestatem se habiturum scit, "no ha de tenir domini ni tan sols sobre el seu propi cos"); el que no impedia que de fet vestís o mengés, ni que la institució a la qual pertanyés (el monestir) col·lectivament acumulés terres, obres d'art i tota mena de propietats. El monjo vivia al monestir, i el grau de gaudi de les seves riqueses depenia de la major o menor observança o relaxament de la seva regla. El que sí s'impedia molt eficaçment era que el monjo disputés als seus germans o familiars la part de l'herència que li hagués pogut correspondre de no haver fer els vots. La rígida societat estamental concentrava en el primogènit d'una família noble les propietats familiars i la continuïtat del títol.
La interpretació divergent del concepte cristià de pobresa o pobresa evangèlica suscità en l'edat mitjana tot de moviments socials expressats teològicament, presos molt seriosament per la jerarquia eclesiàstica, que els definí com heretgies, els procurà encaminar amb les predicacions i la institucionalització dels ordes mendicants (dominics i franciscans), els reprimí mitjançant la Inquisició i els combaté militarment quan adquirien poder local (càtars o albigesos, valdesos, fraticels, dulcinistes, hussites, etc.). Per argumentar en tots dos sentits tingueren possibilitat d'escollir entre les paraules directament atribuïdes a Crist: Pauperes enim semper habetis vobiscum, me autem non semper habetis (De pobres, en tindreu sempre amb vosaltres; en canvi, a mi, no sempre em tindreu. Joan, 12:8), Quam difficile, qui pecunias habent, in regnum Dei introibunt (Que n'és, de difícil, per als qui tenen riqueses entrar al Regne de Déu! Marc, 10:23), Si vis perfectus esse, vade, vende, quae habes, et da pauperibus, et habebis thesaurum in caelo; et veni, sequere me (Si vols ser perfecte, vés, ven tot el que tens i dona-ho als pobres, i tindràs un tresor al cel. Després vine i segueix-me. Mateu, 19:21); Nemo servus potest duobus dominis servire: aut enim unum odiet et alterum diliget, aut uni adhaerebit et alterum contemnet. Non potestis Deo servire et mammonae (Cap criat no pot servir dos senyors, perquè, si estima l'un, avorrirà l'altre, i si fa cas de l'un, no en farà de l'altre. No podeu servir alhora Déu i el diner. Lluc 16:13); així com en altres texts bíblics: scitis enim gratiam Domini nostri Iesu christi, quoniam propter vos egenus factus est, cum esset dives, ut illius inopia vos divites essetis (Coneixeu prou bé la generositat de nostre Senyor Jesucrist; ell, essent ric, es va fer pobre per vosaltres, perquè us enriquíssiu amb la seva pobresa. Segona carta als Corintis, 8:9).

### Vot de castedat
| «              | εἰσὶ γὰρ εὐνοῦχοι οἵτινες ἐκ κοιλίας μητρὸς ἐγεννήθησαν οὕτω· καὶ εἰσὶν εὐνοῦχοι οἵτινες εὐνουχίσθησαν ὑπὸ τῶν ἀνθρώπων, καὶ εἰσὶν εὐνοῦχοι οἵτινες εὐνούχισαν ἑαυτοὺς διὰ τὴν βασιλείαν τῶν οὐρανῶν. ὁ δυνάμενος χωρεῖν χωρείτω. [Text grec] Sunt enim eunuchi, qui de matris utero sic nati sunt; et sunt eunuchi, qui facti sunt ab hominibus; et sunt eunuchi, qui seipsos castraverunt propter regnum caelorum. Qui potest capere, capiat. [Vulgata] N'hi ha que no es casen perquè són eunucs des de les entranyes de la mare; altres són eunucs perquè els homes els n'han fet; però n'hi ha que es fan eunucs a ells mateixos per causa del Regne del cel. Qui ho pugui comprendre, que ho comprengui. [Traducció actual] | » |
| — Mateu, 19:12 | |   |

La imitació de Crist, que visqué castament, i que enigmàticament vinculà el celibat al regne dels cels, implica que el monjo no pot contraure matrimoni ni, per tant, mantenir relacions sexuals.
La impossibilitat de tenir descendència legítima (de tenir-la, necessàriament és fruit d'una relació extramatrimonial, per tant es tracta de fills bastards o il·legítims) els separa encara més de la competència per l'herència dels seus germans. Els patrimonis nobiliaris d'aquesta forma tendien a concentració i vinculació, tant en la part que quedava a la casa noble administrada pels primogènits, com en la part que rebien les institucions eclesiàstiques on ingressaven els germans petits i que rebia la denominació de béns de "mans mortes". A aquesta condició de béns de l'Església o patrimoni eclesiàstic s'accedia de maneres molt diferents: donacions efectuades en la fundació d'un monestir o capella, testaments on se solia indicar fins al nombre de misses que havien d'oferir-se per la salvació eterna de llurs ànimes i la de llurs successors (la legislació preveia àdhuc la reserva per a aquest propòsit d'una part dels béns abintestats), dots que s'atorguen a l'entrada de monjos i monges (emprant la mateixa expressió que la que s'empra per als pagaments lligats als contractes matrimonials), etc.

### Vot d'obediència
| «             | πάτερ, εἰ βούλει παρένεγκε τοῦτο τὸ ποτήριον ἀπ’ ἐμοῦ· πλὴν μὴ τὸ θέλημα μου ἀλλὰ τὸ σὸν γινέσθω. [Text grec] Pater, si vis, transfer calicem istum a me; verumtamen non mea voluntas sed tua fiat. [Vulgata] Pare, si ho vols, aparta de mi aquesta copa. Però que no es faci la meva voluntat, sinó la teva. [Traducció actual] | » |
| — Lluc, 22:42 | |   |

El religiós ha d'obeir el seu superior, qui representa Crist en la comunitat. La subordinació a l'autoritat eclesiàstica és imitació a Jesucrist, el Fill, que fou obedient a Déu Pare i se subordinà explícitament a la seva voluntat.
| «           | ἰδοὺ ἡ δούλη κυρίου· γένοιτο μοι κατὰ τὸ ῥῆμα σου [Text grec] Ecce ancilla Domini; fiat mihi secundum verbum tuum [Vulgata] Sóc la serventa del Senyor: que es compleixi en mi la teva paraula. [Traducció actual] | » |
| — Lluc 1:38 | |   |

L'exemple de la Mare de Déu en l'escena de l'Anunciació és particularment aplicat als ordes femenins.
L'establiment d'una estructura jeràrquica amb successives instàncies col·legiades i personals, tant en les institucions del clergat regular (germans llecs, monjos o frares, abats o priors, "pares" superiors, provincials o generals) com en les del clergat secular (rectors, arxiprestes, canonges, bisbes, arquebisbes, Papa), totes dues fortament interpretades (abats mitrats, monjos o frares ordenats sacerdots i que segueixen la carrera eclesiàstica), reproduïa en l'àmbit eclesiàstic una xarxa piramidal semblant a la piràmide del vassallatge feudal. En realitat, els clergues pertanyien també a les xarxes civils del vassallatge, atès que llurs institucions (monestirs, bisbats) funcionaven com senyors de vassalls i com vassalls alhora d'altres senyors (alts nobles, reis o l'emperador, prínceps bisbes als estats episcopals alemanys).
Al segle xvi, la Companyia de Jesús afegí l'anomenat quart vot d'obediència especial al Papa, en un moment en què la seva autoritat era qüestionada per la Reforma Protestant i limitada pel regalisme de les poderoses monarquies catòlica d'Espanya i cristianíssima de França. El defensor fidei (defensor de la fe), Enric VIII optà pel cisma anglicà. La posició dels jesuïtes davant els despotismes il·lustrats catòlics es feu insostenible, arribant a l'expulsió de cadascun d'aquests regnes, i àdhuc a la seva dissolució pel Papa el 1773 (paradoxalment, sí es mantingué la presència de la Companyia a les monarquies no catòliques, com a Prússia i Rússia).

## Altres vots
Sota certes circumstàncies algunes persones poden fer un vot temporal i formar part d'un orde per un període determinat.
En cas de dificultats, com malalties o desgràcies personals, era molt comú en els temps passats que una persona o família fes el vot (d'una cosa) a Déu, a la Verge o a un sant. Així la família es comprometia, per exemple, fent el vot d'anar al santuari de Montserrat a peu cada any si el fill malalt guaria, en record del benefici rebut. O uns pescadors esgarrifats a causa d'una violenta tempesta, feien el vot d'oferir un exvot a la capella del poble si sortien sans i estalvis de la situació.
Un exvot és un objecte, com un model de la barca, que s'ofereix en do a Jesucrist, a la Verge, a un sant, en compliment d'un vot, que es penjava generalment al sostre de la capella.

## Altres religions
- En el budisme es fan els vots del Bodhisattva, segons els quals la persona es compromet a practicar les sis o bé les deu perfeccions (Pāramitā).[9]
- En el jainisme els monjos han de fer cinc grans vots o Mahavratas.[10]